# Henri Strohl

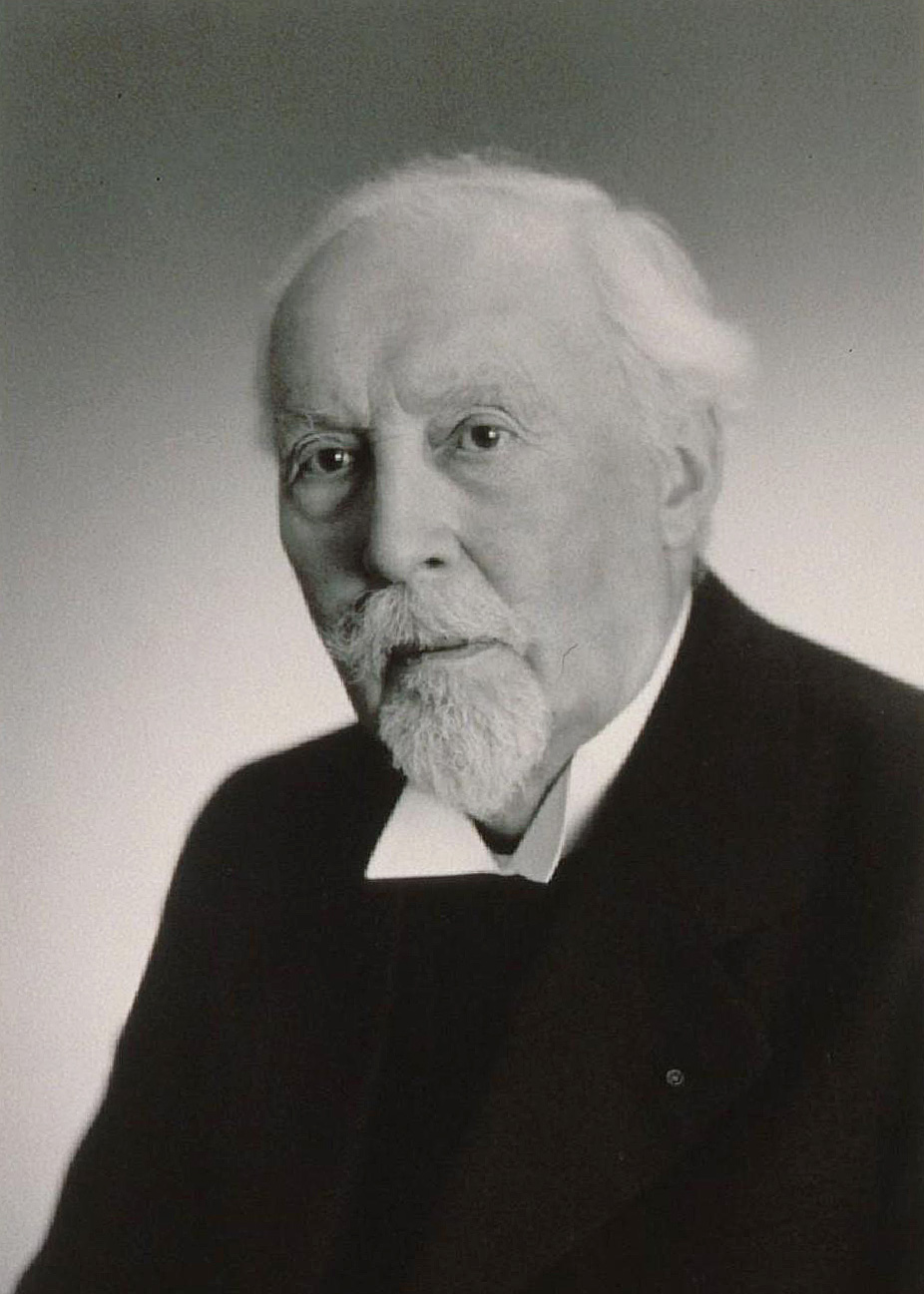
Strohl im 6. Lebensjahrzehnt

Henri Adolphe Strohl (* 25. August 1874 in Brumath; † 24. Februar 1959 in Straßburg) war ein französischer lutherischer Geistlicher, Kirchenhistoriker und von 1919 bis 1945 Hochschullehrer an der Theologischen Fakultät der Universität Straßburg. Er gilt als Kenner der elsässischen Kirchengeschichte und insbesondere der Bedeutung Martin Luthers für den französischen Protestantismus.

## Leben und Werk
Henri Strohl war der Sohn des Apothekers Alexandre Strohl und seiner Frau Cécile, geborene Ihlé. Sie waren nach der Belagerung Straßburgs, wo sie herstammten, nach Brumath gezogen und hatten sich dort niedergelassen. Dort starb Alexandre am 31. Oktober 1876 im Alter von 56 Jahren. Seine Witwe zog mit den beiden Kindern Henri und Elisabeth (* 1873) zurück nach Straßburg. Nach Henris Schulbesuch in Straßburg absolvierte er das protestantische Gymnasium und setzte in den Jahren 1893 bis 1895 sein Studium an der Straßburger Theologischen Fakultät fort. Anschließend studierte er während des Winters 1895/96  in Berlin und im Winter 1897/98 in Genf.
Gleich anschließend wurde er 1898 Pfarrvikar in Wissembourg, von 1899 bis 1902 Pfarrer in Ingwiller, von 1902 bis 1905 Pfarrer in Benfeld. Von 1906 bis 1918 wirkte Strohl in Colmar, wo er die Arbeit der Evangelisierung im Stadtviertel „Grillenbreit“ führte. Während des Ersten Weltkrieges war er zusätzlich Kaplan des Militärkrankenhauses.
Im Jahr 1919 wurde er als Dozent der Fakultät für Evangelische Theologie der Universität Straßburg berufen, um am Wiederaufbau mitzuwirken. 1922 habilitierte er sich mit einer Arbeit über die „Religiöse Entwicklung Luthers bis 1515“ und zwei Jahre später mit der Promotion. Am 16. Juli 1920 heiratete er in Sainte-Marie-aux-Mines Geneviève Hoff (1894–1959). Am 26. Januar 1922 wurde ihre einzige Tochter Christiane geboren, die Pastorin und Psychoanalytikerin wurde.
1928 ernannte die Fakultät ihn zum Dekan, 1929 zum ordentlichen Professor für die Geschichte des Christentums. Die schwierige Zeit während des Zweiten Weltkriegs verbrachte Strohl in Clermont-Ferrand, wohin die Fakultät emigriert war. Nach der Rückkunft in Straßburg 1945 verlegte er sich vermehrt aufs Schreiben. Er befasste sich mit Martin Bucer und wieder zunehmend mit den Schriften Martin Luthers. Er war der erste Autor, der Luthers Gedanken ins Französische übersetzte, um sie französischsprachigen Lesern zugänglich zu machen.
Strohl stand dabei in den Nachwirkungen des Symbolfideismus, der in Frankreich vor allem zwischen den beiden Widersachern Eugène Ménégoz und Auguste Sabatier ausgetragen wurde. Dabei ging es um die lehrmäßige Auseinandersetzung zwischen Liberalen und Orthodoxen innerhalb der evangelischen Kirchen Frankreichs. Strohl wies dabei die Bedeutung Luthers nach und verhalf in seinem Wirken den französischen Protestanten zu einer „Rückkehr des evangelischen Bekenntnisses und damit zu einer Theologie des Wortes Gottes“.
Henri Strohl stand in regem Austausch mit dem 1944 zum Katholizismus konvertierten Louis Bouyer, den er vom gemeinsamen Studium in Straßburg kannte. Dieser charakterisierte in seinen Memoiren Strohl als Grenzgänger beidseits des Rheins und spielte damit auf das im Elsass schwierige Verhältnis zwischen den beiden Nationen und Konfessionen an.

## Ehrungen
Henri Strohl erhielt die Ehrendoktorwürde der Universitäten von Upsala, Prag und Lausanne sowie einen Honorarprofessor an der Universität Debrecen in Ungarn.

## Werke (Auswahl)
Strohl verfasste zahlreiche Bücher und Aufsätze sowohl in französischer als auch in deutscher Sprache.
- La substance de l’Évangile selon Luther ausgewählte Thesen, übersetzt und mit Anmerkungen versehen von Henri Strohl, Vorwort und aktualisiert von Matthieu Arnold. La Cause, Carrières-sous-Poissy 2016, ISBN 978-2876571129
- Le protestantisme en Alsace (Vorwort von Gérard Siegwalt) Strasbourg 2000, Ed. Oberlin, ISBN 978-2853692137
- L’évolution religieuse de Luther jusqu’en 1515 (Habilitationsarbeit), Strasbourg 1922, Impr. strasbourgeoise
- L’épanouissement de la pensée religieuse de Luther de 1515 à 1520 (Promotionsarbeit), Strasbourg 1924, Librairie Istra
- La Société littéraire de Colmar (1760–1820) Paris 1925
- Une Expérience décisive, l’abolition de la réglementation de la prostitution à Colmar Bordeaux ca. 1925, Édition du „Relèvement social“
- De Marguerite de Navarre à Louise Scheppler: quelques étapes de l’évolution de la piété protestante en France Strasbourg 1926, Librairie évangélique
- Études sur Oberlin Paris 1926, Félix Alcan
- La Réglementation de la prostitution au point de vue moral et social, Strasbourg, Pro Familia, 1926
- Discours prononcés le 29 novembre 1931 à l’église Saint-Nicolas à Strasbourg pour commémorer le centenaire de la mort de Isaac Haffner Louis-Paul Horst und Henri Strohl, Strasbourg 1932, Union protestante libérale
- La Suède et l’Alsace, Konferenzmitschrift, 7. November 1932, an der Universität Upsala zum Tode von Gustave Adolphe Strasbourg 1932, Librairie évangélique
- Servir fut sa gloire. Prédication prononcée dans le Temple de l’église réformée française in Stockholm, 6. November 1932 zum 3. Todestag von Gustave-Adolphe, Stockholm 1933, Eglise réformée française
- Luther, esquisse de sa vie et de sa pensée Neuilly (Seine) 1933, la Cause
- Les expériences d’une église au cours de quatre siècles (Colmar) Basel 1935, Helbing und Lichtenhahn
- Le protestantisme en Alsace et en Lorraine Strasbourg 1937, Librairie évangélique
- Bucer, humaniste chrétien Paris 1939, F. Alcan
- Bucer, interprête de Luther Clermont-Ferrand 1939, Revue d’histoire et de philosophie religieuses
- Humaniste chrétrien Paris 1939, F. Alcan
- L’influence de l’humanisme sur l’enseignement de la théologie à Strasbourg dans la première moitié du XVIe siècle Paris 1939, Société d’édition "Les Belles-lettres,
- Josef Bohatec, Calvins Lehre von Staat und Kirche Clermont-Ferrand, F. Alcan
- La notion d’Eglise chez les Réformateurs Strasbourg, Bureau de la Revue
- La justification par la foi Roanne 1943, Labours
- Le protestantisme en Alsace Strasbourg 1950, Éditions Oberlin
- Luther, sa vie et sa pensée 2. Auflage, Strasbourg 1953, Éd. Oberlin
- Evolution du luthéranisme, extrait de l’Histoire générale des religions Paris 1944?, A. Quillet
- La pensée de la Réforme Neuchâtel 1951, Delachaux et Niestlé
- Martin Bucer: 1491–1551 Henri Strohl, Wilhelm Maurer, C. Hope, Essen 1951, Lichtweg-Verlag
- Henri-Gottfried Oberlin und sein Besuch in Bischweiler im Jahre 1815 Bischwiller, 1953
- Il y a quatre siècles mourait Jacques Sturm, Un homme d’Etat de la Réforme Paris, 1953
- Trois comptes rendus critiques d’ouvrages de (Emile-G. Léonard) Paris, Presses universitaires
- Luther, sa vie et sa pensée. 2. Auflage, Übersetzung ins Japanische von Seiji Hagii, Tokyo 1955, Ed. Shinkyo-Shuppansha
- La Réforme en Suisse Paris, Presses universitaires
- La méthode exégétique des réformateurs Paris 1955, P.U.F
- Un aspect de l’humanisme chrétien de Bucer
- L’activité scientifique de Bucer Paris 1956, Presses universitaires de France
- La pensée de Calvin [C.R.], P. Imbart de la Tour Les origines de la Réforme Band IV, Clermont-Ferrand, F. Alcan
- Luther, sa vie, sa pensée 2. Auflage Strasbourg 1953, Éditions Oberlin
- Luther jusqu’en 1520 2. verbesserte Auflage, Paris 1962, Presses universitaires de France
- La personnalité religieuse de Luther. Conférence donnée à la Faculté libre de Théologie protestante de Paris Strasbourg, Librairie évangélique